# Szczechowo
Szczechowo – wieś w Polsce położona w województwie mazowieckim, w powiecie sierpeckim, w gminie Szczutowo. Ma status sołectwa.
W latach 1975–1998 miejscowość administracyjnie należała do województwa płockiego. Na mapie pochodzącej z XVII wieku zaznaczona jest Karczma trzy domy i trakt biegnący z północy na południe.

## Demografia
Według spisu powszechnego z 1921 we wsi Szczechowo było 14 budynków i 79 mieszkańców. Wśród mieszkańców 40 osób było wyznania rzymskokatolickiego, 33 osób wyznania ewangelickiego i 6 wyznania mojżeszowego. Zarazem 63 osoby deklarowały narodowość polską i 16 osób narodowość niemiecką. Natomiast w kolonii Szczechowo odnotowano 30 budynków i 165 mieszkańców, w tym 136 katolików i 29 ewangelików. Wśród mieszkańców kolonii 149 osób deklarowało narodowość polską i 16 niemiecką.
Według Narodowego Spisu Powszechnego (III 2011 r.) wieś liczyła 107 mieszkańców.